# Kanton Chanac
Chanac is een voormalig kanton van het Franse departement Lozère. Het kanton maakte deel uit van het arrondissement Mende. Het werd opgeheven bij decreet van 25 februari 2014 met uitwerking op 22 maart 2015.

## Gemeenten

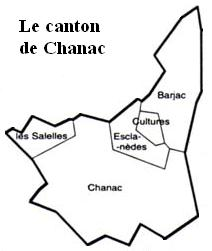
Ligging van gemeenten binnen het kanton

Het kanton Chanac omvatte de volgende gemeenten:
- Barjac
- Chanac (hoofdplaats)
- Cultures
- Esclanèdes
- Les Salelles